# André Boillot
Pour les articles homonymes, voir Boillot.

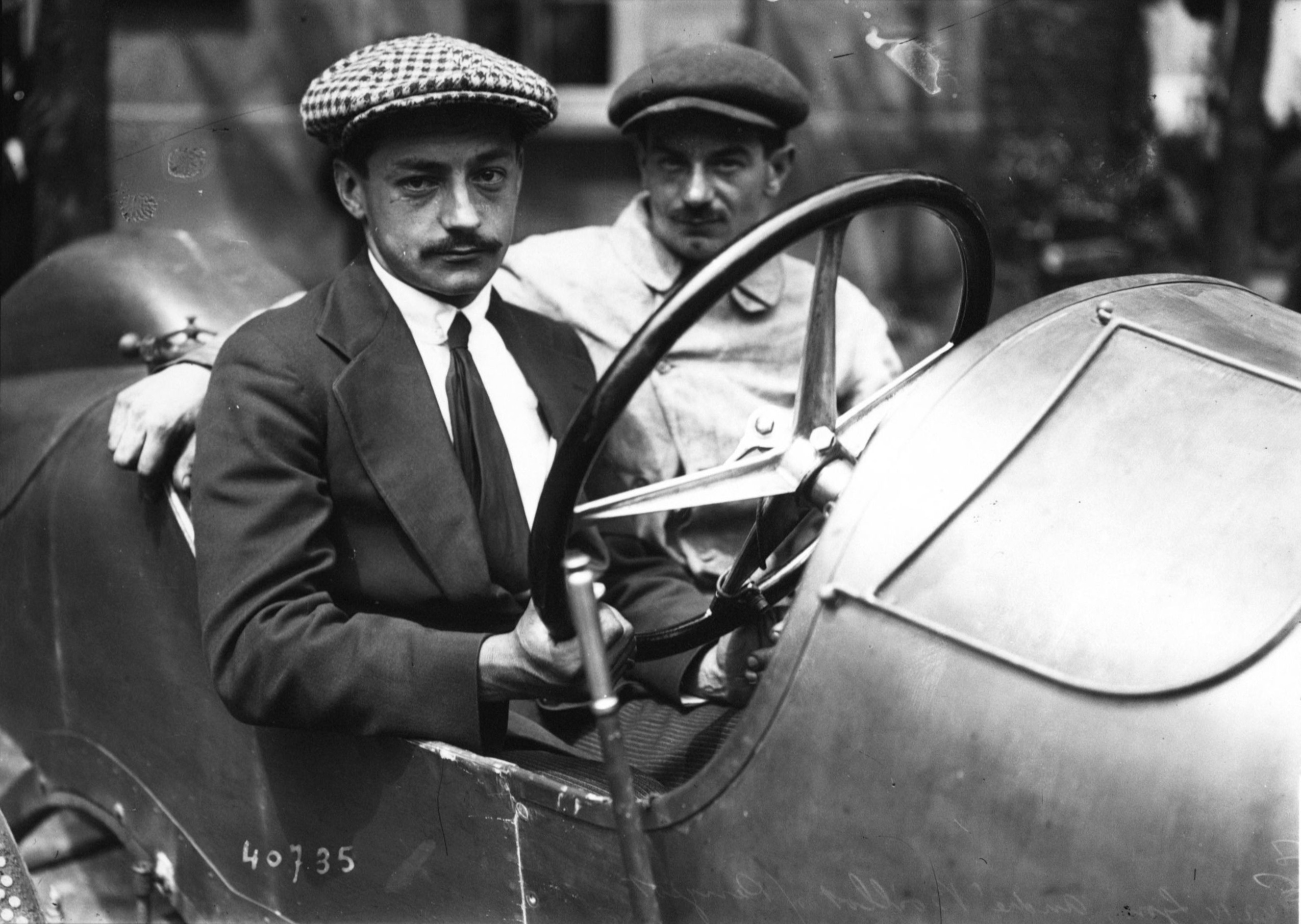
A. Boillot au Grand Prix de l'ACF, en 1914.

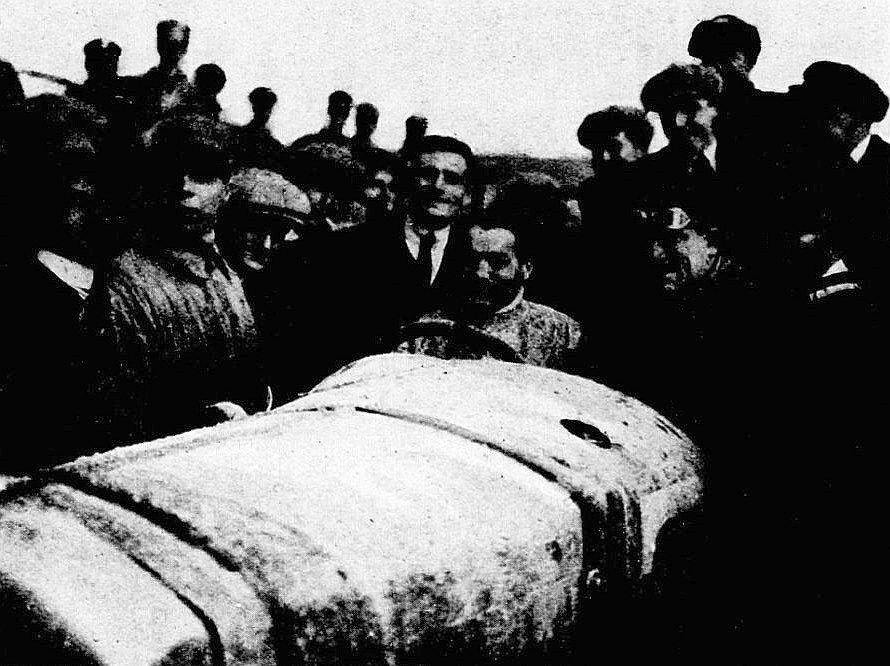
André Boillot, vainqueur de la Coppa Florio en 1922 sur Peugeot aux Madonies.

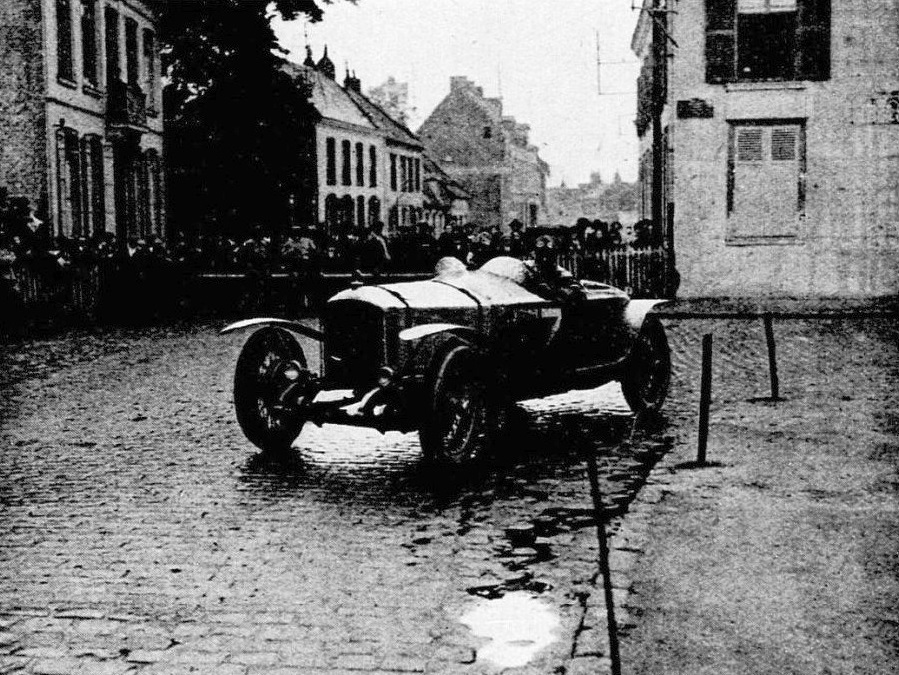
André Boillot vainqueur du Circuit des Routes Pavées 1922, sur Peugeot 18 HP.

André Boillot, dit Dribus au début des années 1930, né à Valentigney (Doubs), berceau de la famille Peugeot, le 8 août 1891, mort en course le 5 juin 1932, est un pilote de course automobile français. Suivant les traces de son frère, Georges Boillot, il commença à piloter très jeune.

## Biographie

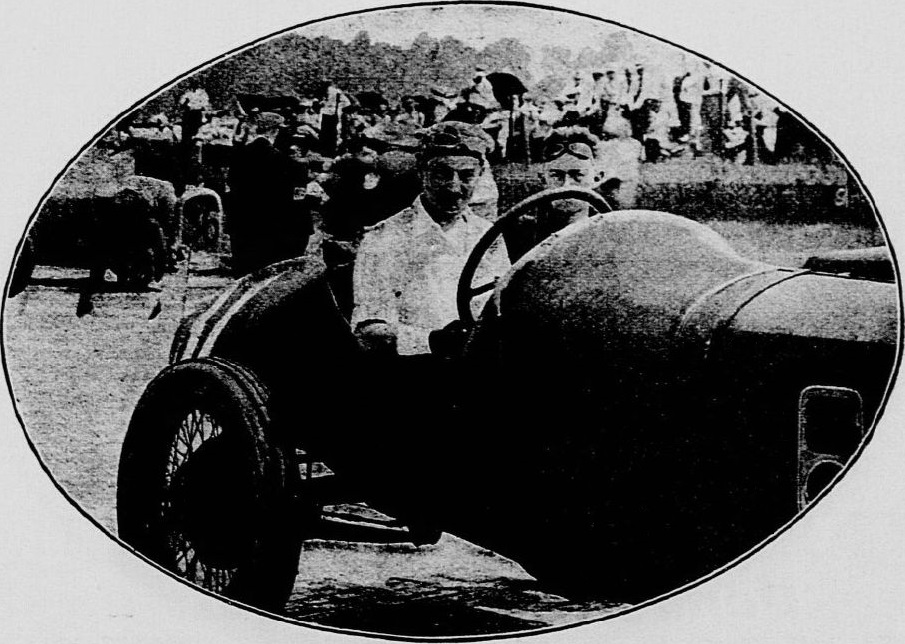
André Boillot, vainqueur de la Targa Florio 1919 sur Peugeot.

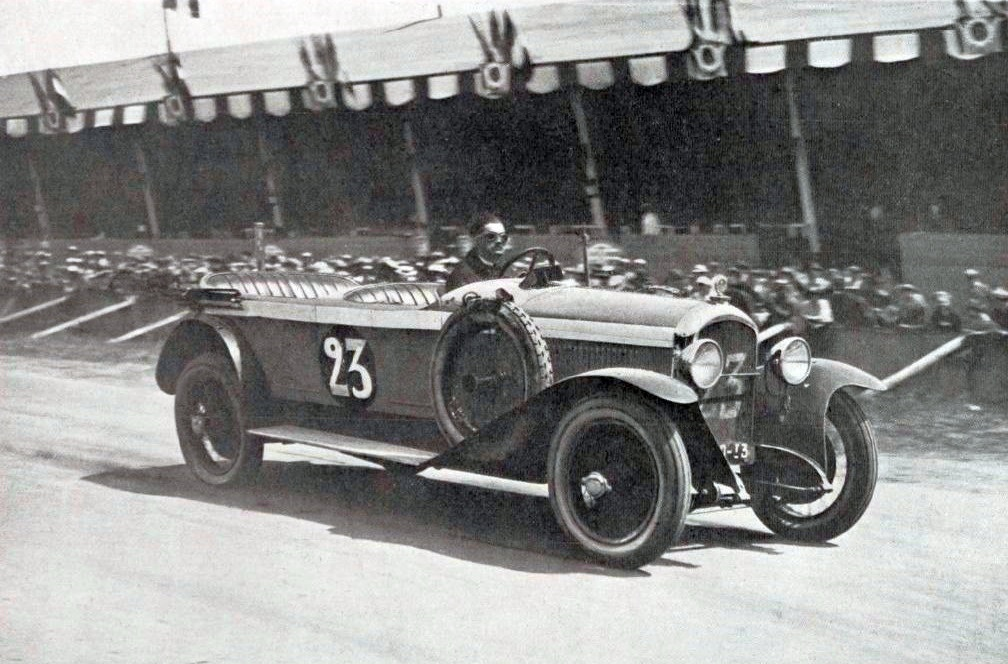
André Boillot sur Peugeot 18CV, vainqueur du Grand Prix de l'ACF tourisme 1923 à Tours.

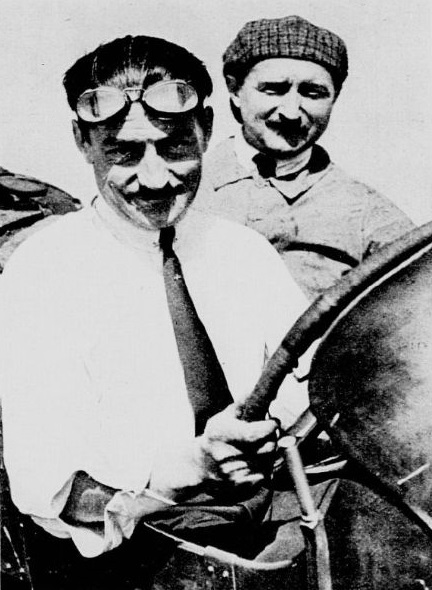
André Boillot, avant la Coppa Florio 1922.

Fils de Louis Boillot et de Catherine Jeanperain, le destin d’André Boillot est intimement lié à la marque Peugeot. Son père était alors l’un des collaborateurs du directeur de l’usine, à Valentigney, et son frère aîné, Georges, allait s’illustrer sur les circuits, également au volant d’une voiture de cette marque.
André Boillot entame sa carrière professionnelle au service commercial de la succursale de Peugeot à Londres, et c’est en Angleterre qu’il tente une première fois sa chance en compétition lors d’une course organisée sur l’anneau de vitesse du Circuit de Brooklands. Mais à 20 ans, il ne peut rien faire face à la ruse de quelques vieux pilotes très aguerris. Survient alors la Première Guerre mondiale, qui non seulement interrompt sa carrière de pilote, mais tue aussi son frère en 1916.

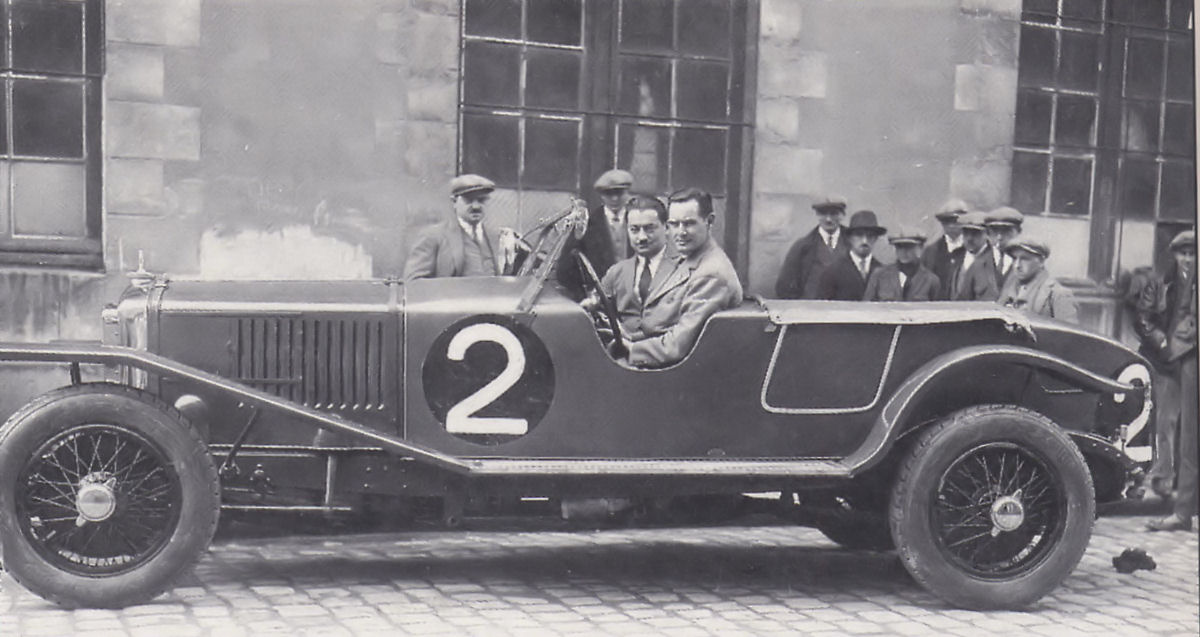
La Peugeot 174S no 2 avec A. Boillot (arrière-plan) et Louis Rigal (au volant), pour les 24 Heures du Mans 1926.

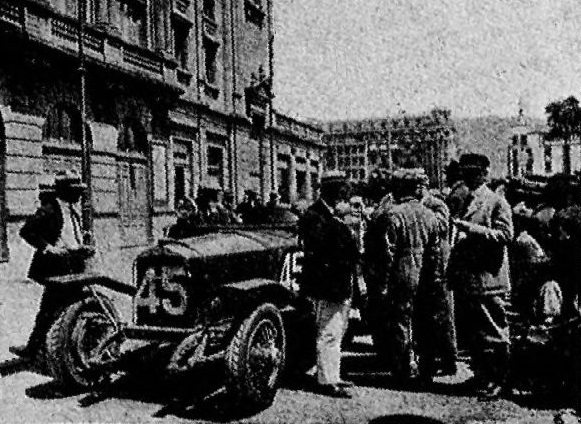
André Boillot et Louis Rigal en 1928, vainqueurs du GP de SaintSébastien tourisme sur Peugeot 18CV ss.

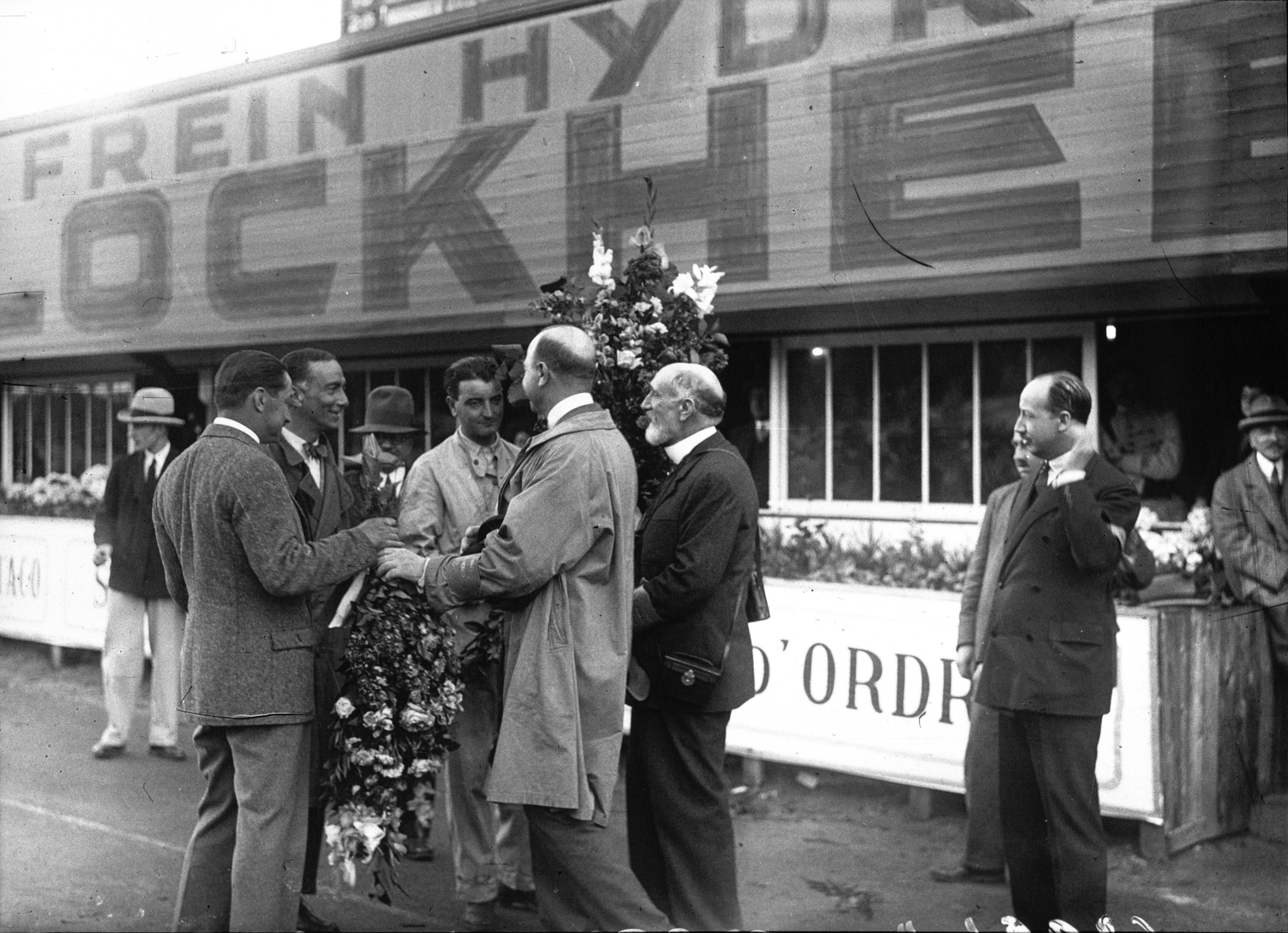
GP de France 1929: Grover-Williams 1er, Boillot 2e, et Conelli 3e.

La première épreuve importante à laquelle il participe après guerre est la course des 500 miles d'Indianapolis, en 1919, où il court sur une Peugeot à quatre cylindres. Un pneu éclate, à 25 miles de l'arrivée, alors qu'il se trouve en quatrième position, et il doit abandonner. La même année, avec l'équipe Peugeot, il remporte la Targa Florio, en Sicile, avec une L25 (se classant encore troisième en 1925 sur la 174 S). Il retourne à Indianapolis en 1920 et en 1921, sans plus de résultat car par deux fois contraint à l'abandon sur ennuis mécaniques.
En 1921, il prend part au Grand Prix automobile de France avec une Talbot et se classe cinquième. C'est l'unique épreuve que le pilote ne disputera pas au volant d'une Peugeot. En 1922 (puis 1925 sur 18CV S.S.) il remporte la Coppa Florio avec sa marque favorite. Toujours en 1922, il est le premier lauréat -ex-æquo- au Circuit des Routes Pavées, lors d'un sprint destiné à départager les concurrents (avec son équipier André Cabaillot).
Devenu par la suite Directeur sportif de l'équipe Peugeot, il se spécialise désormais dans les courses réservées aux voitures de tourisme jusqu'en 1928. En 1923, il remporte l'épreuve 1 400 kg Tourisme de l'ACF précédant le Grand Prix de France, avec une Peugeot Type 174 à Tours (devant les frères Morillon), ainsi que la Coupe de la Commission Sportive à Montlhéry et la course de côte de Allauch près de Marseille avec une 4,0 l 4 cylindres. En 1925 il remporte de nouveau le GP de l'ACF Tourisme précédant le Grand Prix de France à Montlhéry, cette fois sur une Peugeot 18 CV (course tourisme d'endurance, de 1 050 kilomètres parcourus en moins de 12 heures et 13 minutes). Il participe aux 24 Heures du Mans en 1926 (casse du montant de pare-brise), s'adjugeant en cette même année avec une Peugeot 174S les 24 Heures de Spa (associé à Louis Rigal, 2 295 kilomètres), les Douze Heures de Saint-Sébastien -ou GP de Guipúzcoa, au Circuit de Lasarte- en catégorie 5,0 l (quatrième au général), et les Vingt-Quatre Heures de Monza (un Grand Prix d'Italie pour voitures de tourisme organisé sur longue distance cette année-là, avec Luigi Tattini au terme de 2 615 kilomètres) tout en gagnant au passage la côte de Roquebilière près de Cahors, sur une 3,0 l. Victime d'un accident grave à l'aérodrome de Spa-La Sauvenière à Malchamps en Belgique, il est obligé d'arrêter quelque temps la compétition. Il est ainsi l'un des rares français à avoir participé à la fois à l'Indy 500 et à l'épreuve mancelle d'endurance (le suivant étant Philippe Gache en 1992, 66 ans après A. Boillot).
En septembre 1926, il épouse à Saint-Cyr-sur-Loire Yvonne Hérissé, sœur de la chanteuse de music-hall Gaby Montbreuse.
En 1927, il enlève de nouveau la Coupe de Commission Sportive à Montlhéry, et il réalise le meilleur tour à Saint-Sébastien (Lasarte / Guipúzcoa), toujours en tourisme. En 1928 il s'impose au Grand Prix de Guipozcoa tourisme à Saint-Sébastien (sur Peugeot 18CV s/s, encore avec Louis Rigal). En 1929, il dispute le Grand Prix de l'ACF avec une Peugeot Type 174S qui se classe deuxième derrière Grover-Williams. En 1931 il est sixième du Grand Prix de Monaco, toujours sur la 174S. En 1932, il termine second de la 2e catégorie (< 1,5 l) au Rallye de Monte-Carlo après être parti d'Athènes, derrière l'autre Peugeot 201 C de 1,1 l conduite par De Lavalette et De Cortanze,, puis il établit encore quelques records internationaux au volant d'une Peugeot 301 C sur le circuit de Miramas. Cette même année il se tue avec une 201 X, dans un accident lors des essais de la course de côte d'Ars près de La Châtre.
Il est le premier français à participer en carrière à un Grand Prix renommé, à l'Indy 500, et aux 24 Heures du Mans.

## Notes et références

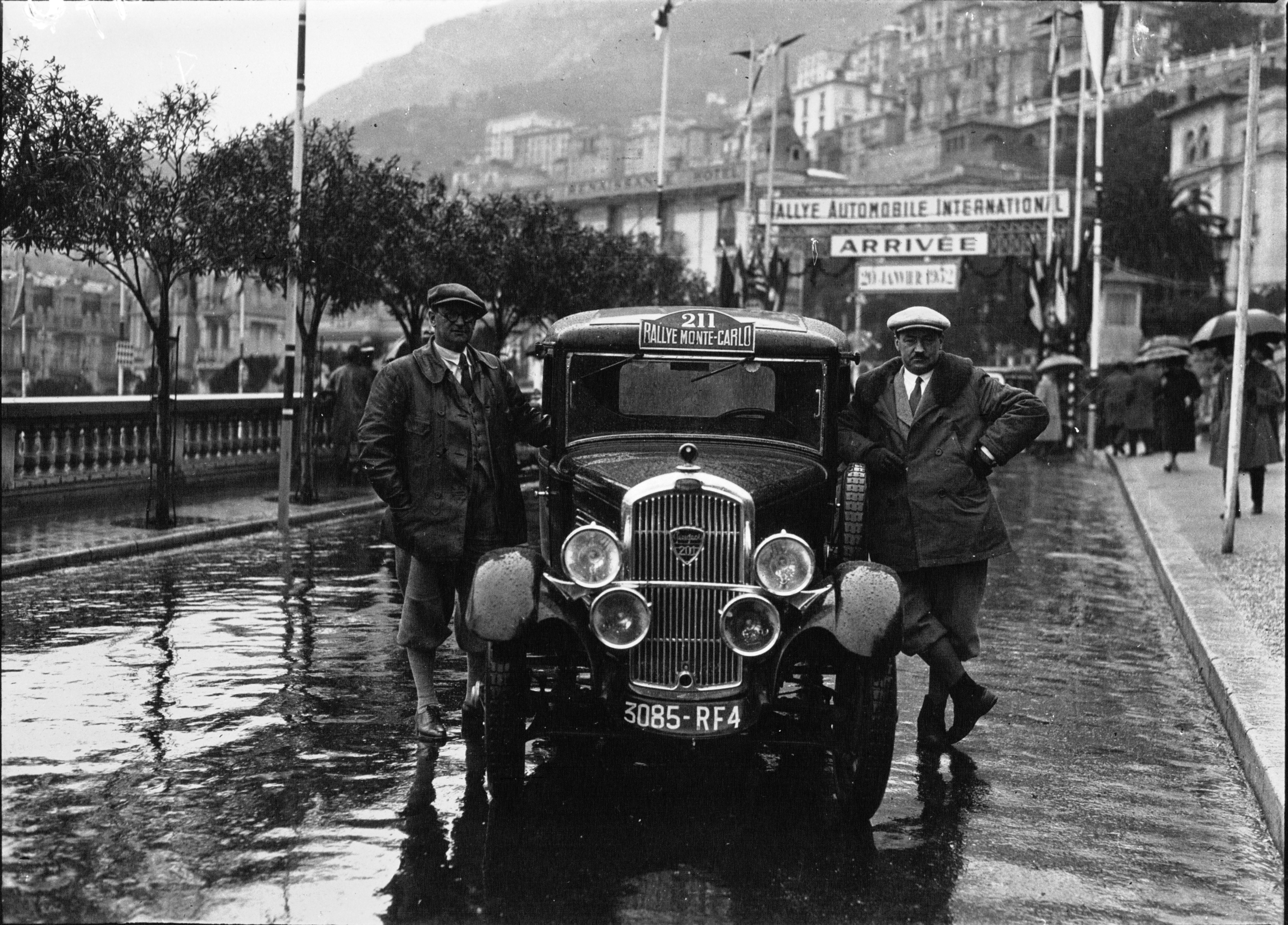
Boillot au Rallye de Monte-Carlo en 1932 (2e en Light Car 1.5 l).